# Louis-Nicolas Maudoux
Louis-Nicolas Maudoux, dit l’abbé Maudoux, né le 13 juin 1724 à Paris et mort à la fin de l'année 1780, est un homme d’Église français, connu pour être le confesseur du roi Louis XV, puis de son petit-fils Louis XVI et de son épouse Marie-Antoinette d'Autriche. Il meurt sourd et aveugle.